# Oerip Soemohardjo
Oerip Soemohardjo, né le 22 février 1893 dans le kabupaten de Purworejo et mort le 17 novembre 1948 à Yogyakarta, est un militaire indonésien qui est le premier chef d'État-major de l'armée indonésienne.
Il est fait Héros national d'Indonésie en 1964.